# Антви-Аджей, Кристофер
Кри́стофер Антви-Аджей (нем. Christopher Antwi-Adjei; род. 7 февраля 1994, Хаген, Северный Рейн-Вестфалия) — ганский футболист, вингер немецкого клуба «Шальке 04» и национальной сборной Ганы.

## Клубная карьера
Воспитанник спортивной школы «Фортуна Хаген», клубов «Дуйсбург» и «Вестфалия 04». 18 августа 2013 года в составе последних он дебютировал в Оберлиге «Вестфалия». В 2014 году стал игроком клуба «Шпрокхёфель». 30 июля 2016 года он дебютировал за клуб в Региональной лиге «Запад».
1 июля 2017 года подписал контракт с клубом «Падерборн 07». 5 августа 2018 года он дебютировал за клуб в рамках Второй Бундеслиги в матче против клуба «Дармштадт 98». 25 ноября в поединке против «Хайденхайма» забил первый гол в составе команды. 17 августа 2019 года в матче против «Байер 04» он дебютировал в немецкой Бундеслиге. В июле 2021 года стал игроком «Бохума», который по итогам сезона 2020/21 вышел в высшей немецкий дивизион. 14 августа в матче против «Вольфсбурга» он дебютировал за новый клуб. В сезоне 2022/23 годов Антви-Аджей стал лидером клуба по аутам брошенным в границах поля, после трёх из них «Бохум» смог забить голы.
23 августа 2024 года «Шальке 04» объявил, что подписал контракт с Антви-Аджеем на правах свободного агента до 30 июня 2026 года.

## Карьера в сборной
18 ноября 2019 года в матче квалификации на Кубок Африканских наций 2021 против Сан-Томе и Принсипи он дебютировал в сборной Ганы по футболу.
| Матчи Кристофера Антви-Аджей за сборную Ганы | Матчи Кристофера Антви-Аджей за сборную Ганы | Матчи Кристофера Антви-Аджей за сборную Ганы | Матчи Кристофера Антви-Аджей за сборную Ганы | Матчи Кристофера Антви-Аджей за сборную Ганы | Матчи Кристофера Антви-Аджей за сборную Ганы | Матчи Кристофера Антви-Аджей за сборную Ганы |
| №                                            | Дата                                         | Оппонент                                     | Счёт                                         | Голы                                         | Соревнование                                 |                                              |
| -------------------------------------------- | -------------------------------------------- | -------------------------------------------- | -------------------------------------------- | -------------------------------------------- | -------------------------------------------- | -------------------------------------------- |
| 1                                            | 18 ноября 2019                               | Сан-Томе и Принсипи                          | 1:0                                          | —                                            | Отбор КАН-2021                               |                                              |
| 2                                            | 10 июня 2022                                 | Япония                                       | 5:2                                          | —                                            | Товарищеский матч                            |                                              |
| 3                                            | 14 июня 2022                                 | Чили                                         | 1:3 пен.                                     | —                                            | Товарищеский матч                            |                                              |